# Giardini Margherita
Les giardini Margherita (« jardins Marguerite » en français) sont un parc public de Bologne, en Italie, inauguré en 1879. C’est le parc urbain le plus étendu et le plus fréquenté de la ville.

## Histoire

### 1868-1879: de la conception à l’inauguration
En 1868, la commune de Bologne achète pour 150 000 lires italiennes un terrain au comte Angelo Tattini, qui avait auparavant été occupé par un couvent de l’ordre des Clarisses, depuis détruit, dans le but d’en faire un parc public. Le plan des jardins est dessiné par Ernesto Balbo Bertone, comte de Sambuy, expert de jardins et maire de Turin, déjà connu pour le parc du Valentino à Turin,.
Le plan s’inspire des grands espaces verts des principales villes italiennes et des jardins à l’anglaise. Il suit une typologie de parc en vogue au XVIIIe siècle dans laquelle l’espace n’est pas divisée géométriquement à l’aide de haies, arbres et structures artificielles comme dans le jardin à l'italienne, mais laissé ouvert avec une juxtaposition d’éléments naturels (arbrisseaux, arbres, ruisseaux) et artificiels (ruines et petits temples). Le comte de Sambuy choisit les plantes et les arbres (cèdres, magnolias, platanes, tilleuls, marronniers et chênes), ainsi que la disposition des éléments à l’intérieur de l’espace. Le plan comporte de longues allées ombragées par les arbres principaux et secondaires ; un petit lac avec une île artificielle surmontée d’un chalet en bois accessible par un petit pont, entouré de faux rochers en sélénite et alimenté par le canale di Savena ; des bosquets naturels et des champs. Le parc d’aujourd’hui respecte encore en grande partie ce plan.
L’architecte officiel de la ville Giuseppe Tubertini supervise les travaux, qui débutent en 1874 ou 1875. En 1876, pendant les travaux, une grande nécropole étrusque est découverte sur le site. La plupart des 172 tombes trouvées lors des fouilles sont déplacés dans le musée archéologique de Bologne. Plusieurs tombes en marbre sont laissées dans le parc et sont encore visibles aujourd’hui.
Les giardini sont inaugurés quatre ans plus tard, en 1879. Leur nom initial est « Passeggio Regina Margherita » (« promenade reine Marguerite »), en honneur de la reine Marguerite de Savoie, venue avec son mari Umberto Ier visiter la ville l’année précédant l’inauguration.

### De 1879 à la fin duXIXesiècle: un parc animé
À son ouverture, le parc est fréquenté aussi bien par les nobles et les haut-bourgeois, qui y viennent en carrosses, que les classes plus pauvres. Les premiers participent aux ballets tenus dans le chalet tandis que les seconds préfèrent les tours en barque sur le lac, rendus possibles par un service de location aujourd’hui disparu, ou assistent aux concerts de l’orchestre municipal,.
En 1888, les giardini accueillent l’Esposizione emiliana d'agricoltura e d'industria (« Exposition émilienne d’agriculture et d’industrie »), une foire consacrée à deux secteurs fondamentaux de l’économie de la région, qui accueille environ 500 000 visiteurs. Pour cette occasion, le parc est décoré de nouvelles fontaines et statues. L’une de ces fontaines est démontée après la foire pour être remontée dans le jardin de la Montagnola. Les giardini accueillent les pavillons des entreprises locales, des restaurants et des spectacles. Deux autres évènements se déroulent à Bologne au même moment : l’Esposizione Nazionale di Belle Arti (« Exposition nationale des beaux-arts ») dans le complexe San Michele in Bosco, relié aux giardini par un funiculaire et une ligne de tramway ; et la célébration des 800 ans de l’université de Bologne. La même année est inauguré sur la Piazza Maggiore le monument dédié à Victor-Emmanuel II de Giulio Monteverde, qui sera déplacé dans le parc en 1944 par la République sociale italienne, hostile à la maison de Savoie.
En 1893, le chalet en bois est détruit lors d’un incendie.
Les décennies suivantes voient le parc accueillir des courses automobiles et hippiques.

### XXesiècle: nouveaux aménagements

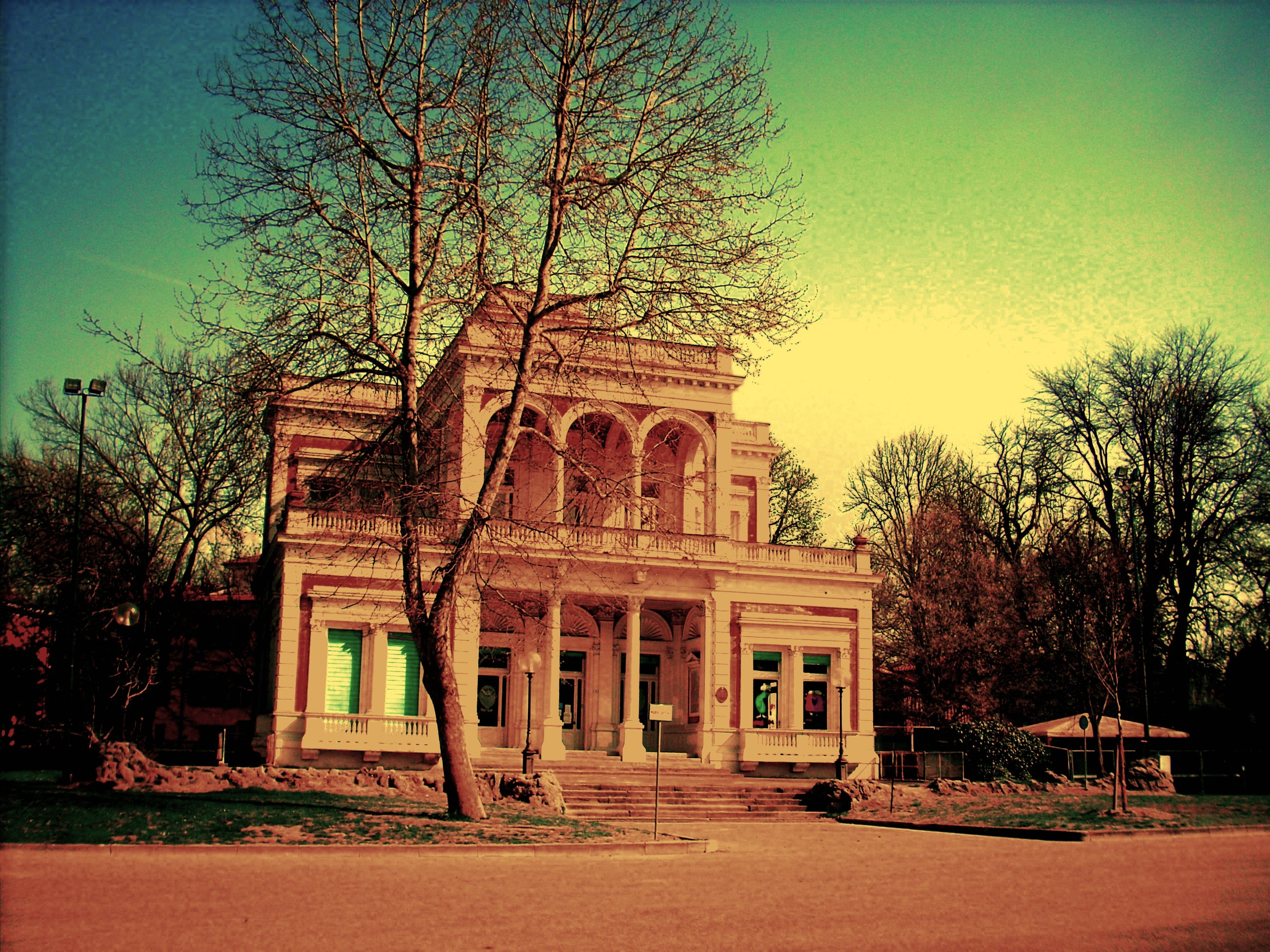
Le nouveau chalet-restaurant, en 2011.

De nouveaux aménagements sont réalisés au XXe siècle, comme une laiterie adossée à une petite étable, aujourd’hui disparue. En 1910, un nouveau chalet-restaurant de style Art nouveau est réalisé par l’architecte Edoardo Collamarini (1863-1928). En 1917, l’école élémentaire Fernando Fortuzzi est construite au centre du parc. Elle est destinée aux enfants fragiles, basée sur l’idée qu’étudier dans un espace vert en dehors de la ville améliorerait leur santé.
Pendant la Seconde Guerre mondiale, à cause de la pénurie alimentaire qui touche Bologne, les giardini — comme tous les autres espaces verts de la ville — sont transformés en potagers urbains, dit « potagers de guerre ».
Un petit zoo est inauguré dans les années 1940, qui accueille des cervidés, des chèvres et deux lions provenant des campagnes coloniales italiennes en Éthiopie.
Le 16 juin 1954, le chalet-restaurant, à l'abandon depuis plusieurs années, est restauré et transformé en bibliothèque communale pour les enfants. Celle-ci compte initialement 2 800 ouvrages, donnés par le club bolognais de l’association féministe Soroptimist et par le département d’assistance scolaire de la ville,. Le toit du bâtiment est équipé de transats et parasols pour lire en plein air. Elle est accompagnée d’un centre récréatif doté de jeux de tables et d’une télévision. En 1956, sa gestion devient indépendante de la ville. En 1960, un observatoire astronomique est installé sur son toit.
La bibliothèque ferme en 1977 pour n’être rouverte qu’en 1988, grâce à des subventions publiques, dans la Villa Mazzacurati,. Le zoo ferme dans les années 1980 après la mort de tous ses animaux, et est remplacé par une reconstitution d’un village étrusque à visée didactique pour les étudiants, ainsi que de grandes serres,.

### XXIesiècle
Les anciennes serres abritent aujourd’hui un espace de coworking et un potager, et accueillent des événements destinés aux jeunes enfants. L’été, un bar-restaurant y est ouvert ainsi qu’un espace destiné aux concerts.

## Localisation
Les giardini sont situés en dehors des murs de la vieille ville, entre la Porta Santo Stefano et la Porta Castiglione, dans le quartier Santo Stefano,.

## Galerie de photographies

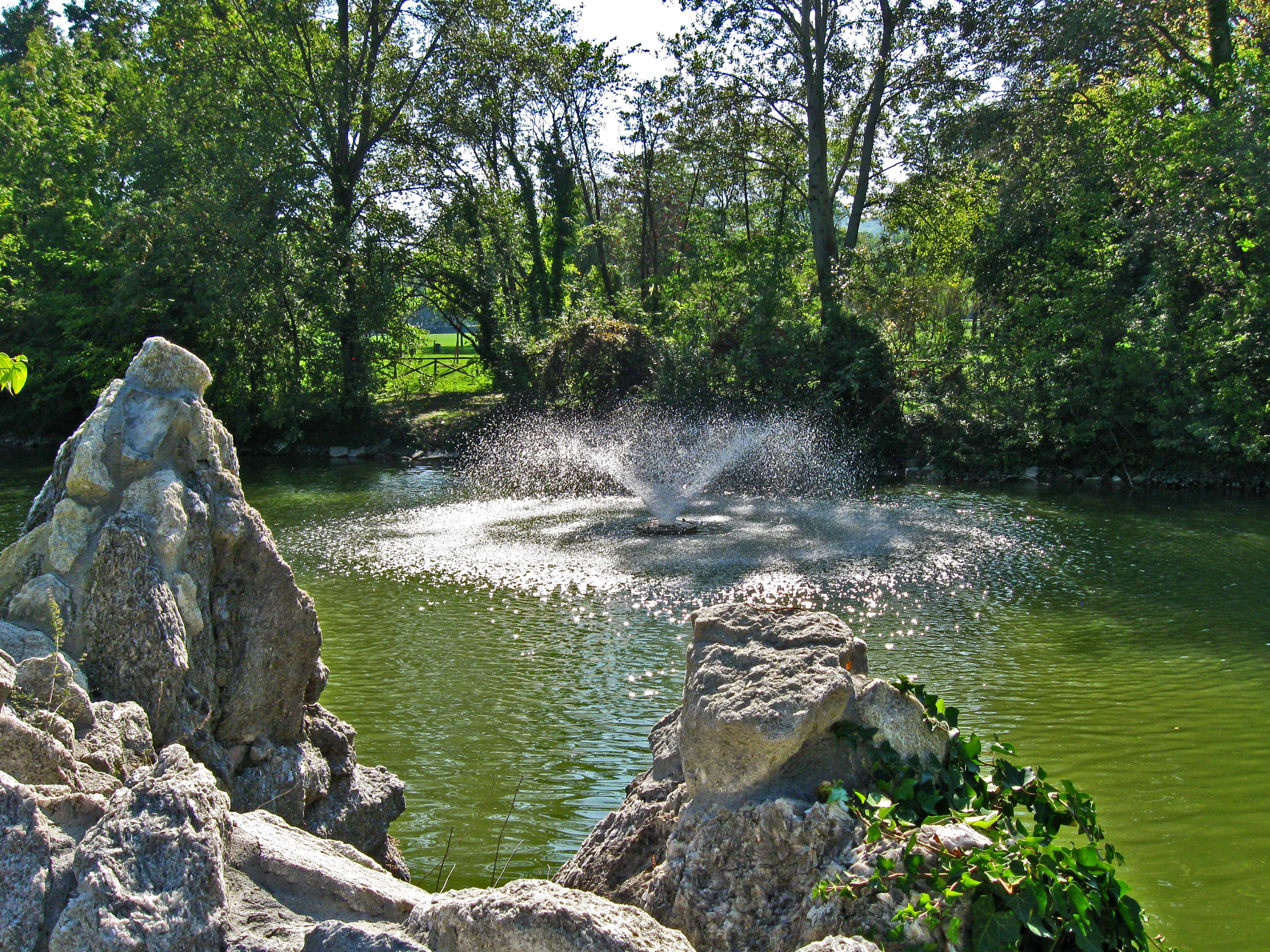
Vue d’une fontaine sur le lac.
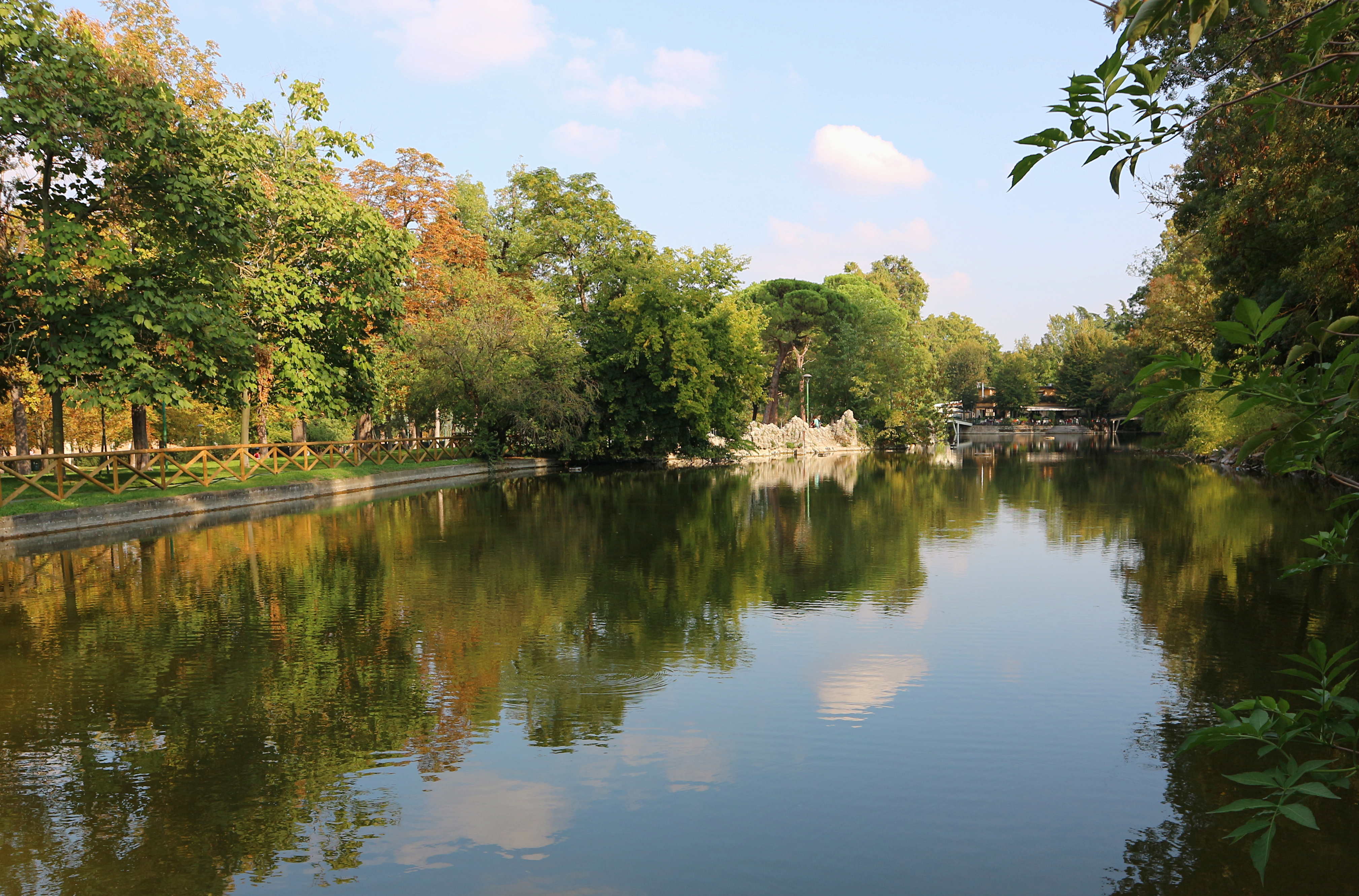
Vue du lac.
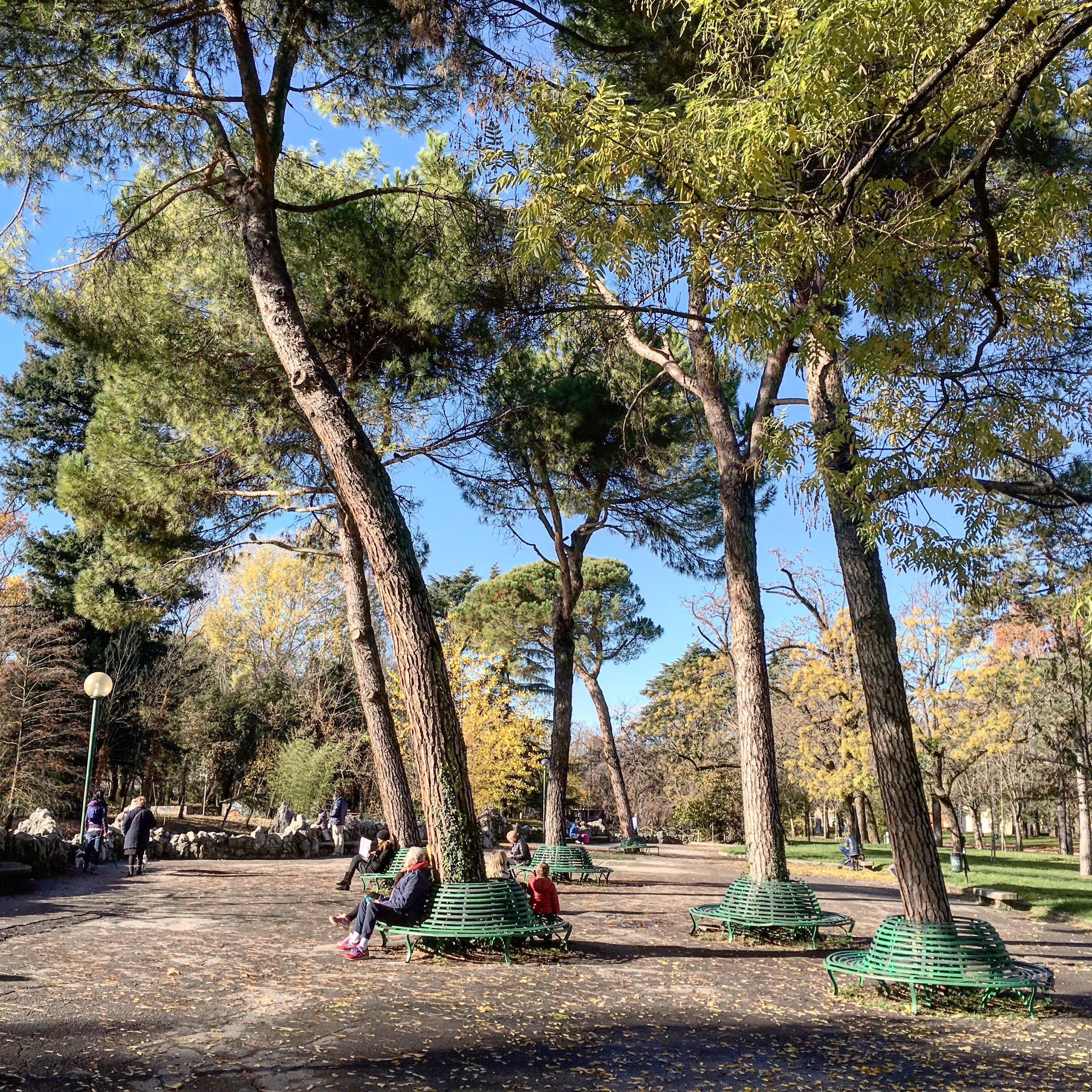
Vue de bancs du parc.
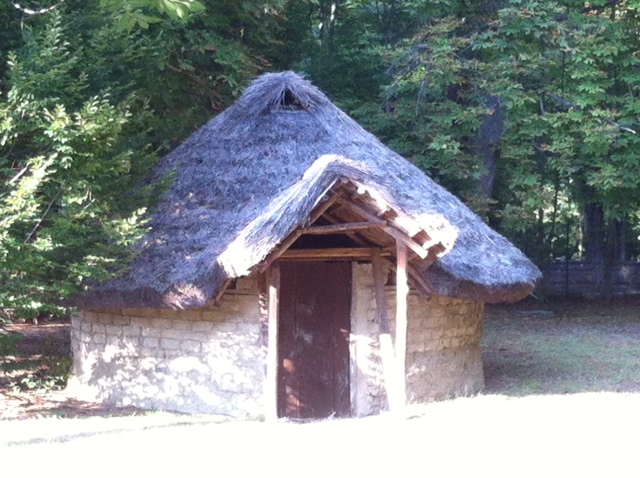
Reconstitution d’une maison étrusque.